# USS Georgia (SSGN-729)
USS Georgia (SSGN-729) — підводний човен класу «Огайо». Друге судно ВМС США, що назване на честь американського штату Джорджія. Човен прийнятий на озброєння у 1982 році. Після ремонту у 2004—2008 році переобладнаний з балістичного ракетоносця на корабель-носій крилатих ракет «вода-земля» і «вода-вода». У грудні 2010 року, через ненавмисно забутий болт у моторному відсіку, було завдано збитків на загальну суму 2,2 мільйона доларів, через що судно було перебувало три місяці на ремонті в сухому доку. Один офіцер і кілька військовослужбовців були притягнені до дисциплінарної відповідальності за подію.